# Jüdischer Friedhof (Geldern)

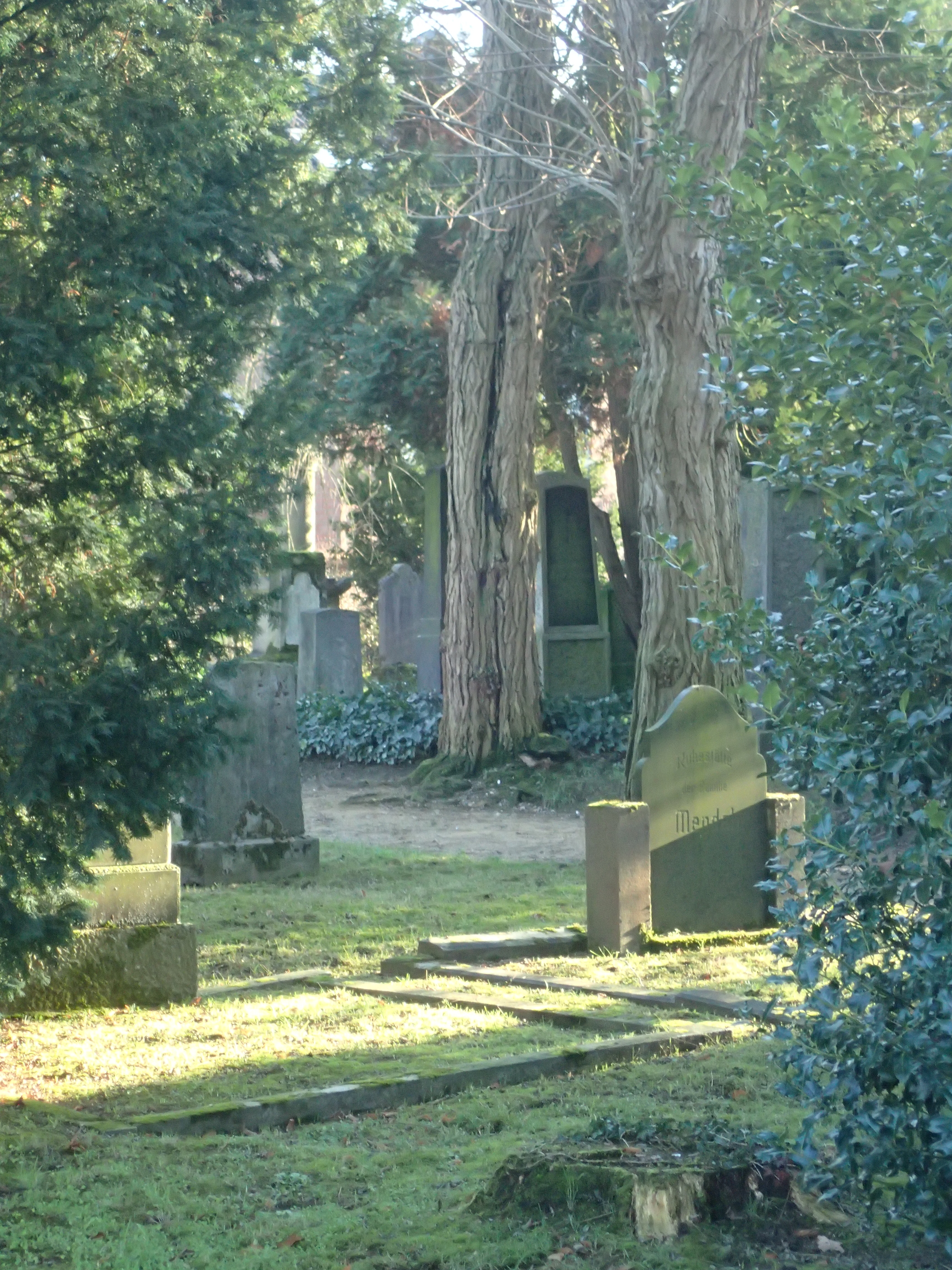
Geldern Jüdischer Friedhof

Der Jüdische Friedhof Geldern ist ein jüdischer Friedhof in der Stadt Geldern im Kreis Kleve im Nordwesten des Bundeslandes Nordrhein-Westfalen.
Der Friedhof am Boeckelter Weg wurde von 1860 bis 1983 belegt. In der parkartigen Anlage befinden sich 104 Grabsteine. Vor 1860 beerdigten die Juden von Geldern ihre Toten in Issum.